# Український січовий союз

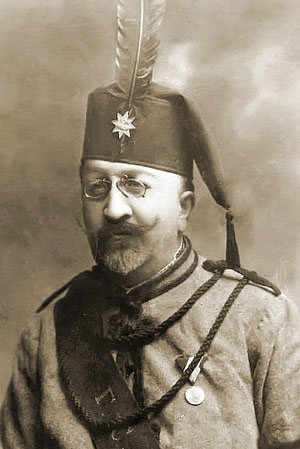
Перший голова Українського Січового Союзу Кирило Йосифович Трильовський

Український Січовий Союз (УСС) — централя руханково-протипожежних товариств «Січ» з 1908 у Станиславові; 1912–1924 — у Львові.
Першим головою Українського Січового Союзу став засновник товариства «Січ» і січового руху в Галичині Кирило Трильовський.
Керівники та активісти Українського Січового Союзу мали носити особливі відзнаки. Основна відзнака мала носитися на головному уборі разом із соколиним пером. Існували примірники з різного металу, з емаллю та без неї, а також різної товщини, розміру та кольору.
Додатковою відзнакою була каблучка, яка відтворювала рукостискання, як головного смислового елементу основної відзнаки.